# École de médecine de Salerne
Pour les articles homonymes, voir Salerne (homonymie).
L’école de médecine de Salerne, en latin Schola Medica Salernitana, située sur la zone côtière du Mezzogiorno en Italie, est la première école de médecine fondée en Europe au Moyen Âge, vers le IXe siècle, et l'une des plus importantes. Elle atteint son apogée au XIe siècle et XIIe siècle.
Elle s'illustre par l’étude des sources de la médecine antique, byzantine, et arabe, et par leur divulgation en Occident.  Au XIVe siècle, selon le poète Pétrarque « la renommée dit que c'est à Salerne que fut la source et la fontaine de la médecine ».  De fait, les médecins issus de l'École de Salerne jouissent d'une excellente réputation pour le haut niveau de leurs connaissances et de leur pratique — y compris les Mulieres Salernitanae (les « femmes de Salerne »).
Au Moyen Âge, une école de médecine est constituée de maîtres autorisés à avoir des élèves (juridiction ordinaire). Quand elle se dote d'un statut corporatif réunissant maîtres et élèves en une juridiction spéciale, elle devient Université. L'école de Salerne devient Université au cours du XIIIe siècle. C'est le début de son déclin, mais le souvenir de son prestige reste en Europe jusqu'au XVIIIe siècle.

## Historique

### Contexte socio-politique
Salerne est fondée comme colonie romaine au IIe siècle av. J.-C. Elle acquiert une réputation pour son climat propice à la convalescence (Horace, XVe épitre), mais son importance politique ou économique reste insignifiante dans l'antiquité tardive.

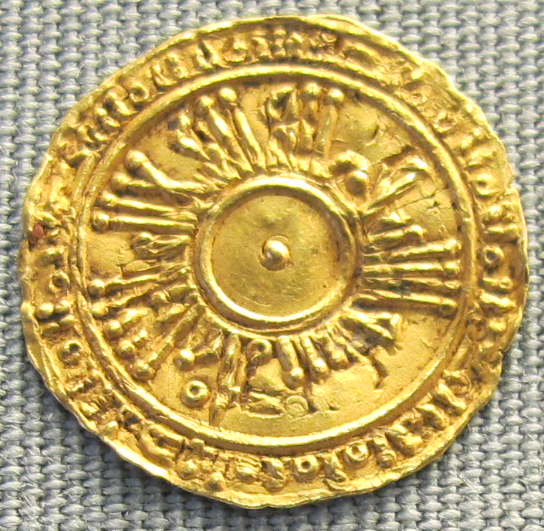
Dinar fatimide en or, portant la marque de Gisolf Ier (930-977), prince de Salerne.

Elle est refondée par les Lombards qui établissent une véritable cité, du port vers la colline qui le domine, et qui en font la capitale de la principauté de Salerne. À la fin du VIIIe siècle, Salerne est une cité prospère, frappant sur sa monnaie « opulentia salerno ». C'est un centre de production agricole et commercial de la Méditerranée, exportant céréales, bois et lin vers le monde musulman pour en recevoir épices, aromates et soie, surtout de la Sicile musulmane proche.
Au XIe siècle, la ville compte, outre une toujours célèbre cathédrale de Salerne, au moins deux douzaines d'églises et neuf monastères dont trois féminins. Elle est alimentée par trois aqueducs permettant fontaines, bains publics et privés. Elle produit avec une relative abondance céréales, fruits et noix. Ce qui en fait l'une des villes les plus saines d'Italie.
En 1076, la ville est prise par les Normands, qui reprennent la Sicile aux musulmans en 1091, fondant le royaume de Sicile. Les Normands transfèrent leur capitale de Salerne à Palerme en 1130. La ville de Salerne reste cependant une cité importante, avec son archevêché et son école de médecine.
L'Italie du Sud était alors un mélange ethnique composé majoritairement de Lombards vivant selon leurs traditions germaniques, et de minorités : communautés parlant grec sous influence byzantine, communauté juive. Il n'existe pas de communauté musulmane résidente, mais la présence d'esclaves musulmans, et le passage de voyageurs ou commerçants musulmans sont attestés. Il ne s'agit pas d'une coexistence idyllique : les juifs et les musulmans sont soumis aux chrétiens, et les Lombards et les Grecs sont soumis aux Normands. Cependant ces différents antagonismes n'empêchent pas les échanges commerciaux et culturels, ce qui donne à la médecine de Salerne son caractère unique pour l'Europe de cette époque.

### Débuts
Selon la légende établie au XVIIIe siècle, et rapportée d'abord par Antonio Mazza en 1681, l'école est fondée en 802 par quatre maîtres mythiques : le juif Helinus, le grec Pontus, l’arabe Adela et le latin Salernus, enseignant chacun dans leur langue. Cette légende contient une vérité symbolique : à partir du Xe siècle Salerne s'affirme comme un carrefour politique, commercial et culturel, recevant toutes les influences de la Méditerranée (monde byzantin, juif et arabe) et de l'Europe du Nord (présence des Lombards, arrivée des Normands).

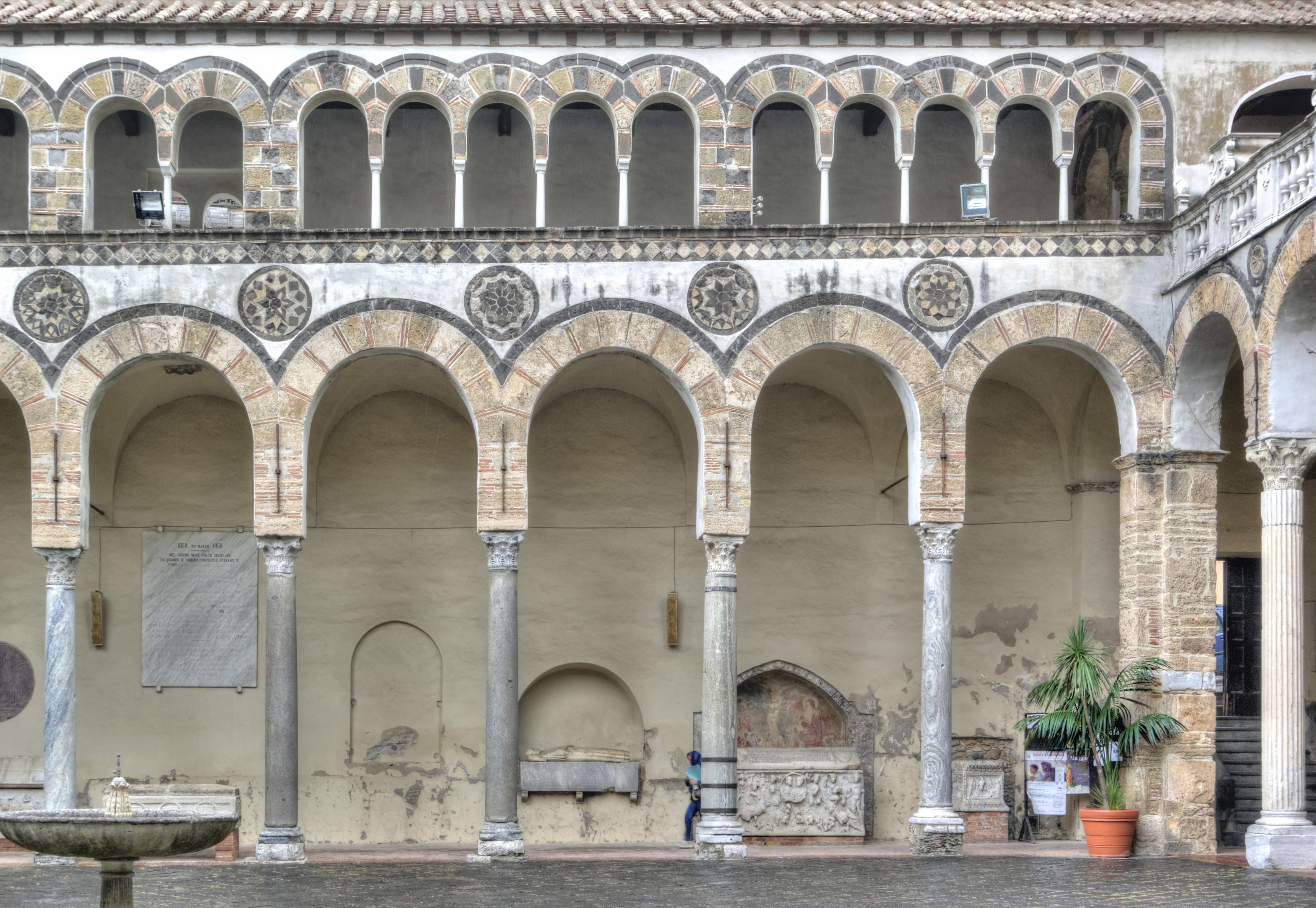
Cloître de la Cathédrale de Salerne.

Le contexte de sa création n'est que très peu documenté (dates, emplacement exact, fondateurs…).  Selon P. Theil, Salerne serait resté comme un reliquat de la médecine antique, à la fois clérical et laïc. Dès le IXe siècle, la réputation de Salerne s'étend à la Gaule franque. La chronique de Richer de Reims rapporte la présence, en 947, d'un médecin laïc salernitain à la cour du roi des Francs Louis IV d'Outremer. Selon les lettres de Gerbert, Adalbéron, archevêque de Reims, se rend à Salerne en 969 pour y chercher des soins.
Salerne profite du voisinage du Mont-Cassin (situé à une centaine de km), où saint Benoît avait créé un monastère en 529, avec hôpital et scriptorium (bibliothèque et moines copistes) doté de textes médicaux antiques.  On y trouvait notamment des textes ou fragments attribués à Hippocrate, Galien et Caelius Aurélien (avant le XIe siècle et l'arrivée de Constantin l'Africain).
À la fin du XXe siècle, le problème historique des origines de Salerne prend moins d'importance. La recherche se porte essentiellement sur les écrits médicaux qui peuvent être attribuées ou pas à Salerne, ou sur des problèmes en rapport avec une problématique contemporaine (multiculturalisme, féminisme...). Quelques auteurs font de l'école de Salerne, la reconstruction a posteriori d'une idée, une « métaphore du mezzogiorno » (influences et échanges culturels du Haut Moyen Âge).
Comme écrit par Gad Freudenthal et Samuel S. Kottek en 2003 : « Nous pouvons souligner d'une façon tout à fait particulière le fait que les Juifs ont joué un rôle remarquable dans la médecine arabe ainsi que dans l'école de Salerne »

### Période classique
L'influence de l'école de Salerne atteint son apogée aux XIe siècle et XIIe siècle. Cette période correspond aux dernières décennies du pouvoir lombard jusqu'à la chute des Hohenstaufen. Des ouvrages sont rapportés d'Orient par Constantin l'Africain, qui les traduits en latin grâce à sa connaissance de l'arabe, de l'hébreu, du syriaque et du persan.
Sous l'impulsion d'Alfan, l’archevêque de Salerne qui accueillit Constantin l'Africain, l'école de Salerne reçoit le titre de « ville d’Hippocrate » (Hippocratica Civitas ou Hippocratica Urbs). Des visiteurs affluent du monde entier vers la « Schola Salerni », qu'il s'agisse de malades dans l'espoir d’une guérison ou d'étudiants pour apprendre l'art de la médecine.
La notoriété de l'École de Salerne franchit ainsi les frontières, comme le prouvent les manuscrits salernitains conservés dans les bibliothèques de nombreux pays européens, ainsi que de nombreux témoignages historiques :  le poème Regimen sanitatis salernitanum  attribué à Jean de Milan, donnait une origine salernitaine à l'œuvre, afin de bénéficier de la notoriété de l'institution et lui conférer une plus grande valeur pratique.
Au XIIIe siècle, l'empereur Frédéric II décrète que nul ne peut exercer la médecine s'il n'a pas étudié à Salerne.

### Déclin
À partir du XIIIe siècle, l'École de Salerne décline, elle ne produit bientôt plus de maîtres de renom. En fait ceux qui viennent étudier à Salerne animent à leur tour des écoles médicales partout en Europe, lesquelles deviennent les premières universités de médecine, comme Bologne en 1180, Paris en 1200, Montpellier en 1220, Padoue en 1222. 
En Italie, les écoles de médecine de l'université de Padoue et de l'Université de Bologne ont peu à peu éclipsé l'école de Salerne, mais son prestige historique reste immense jusqu'au XVIIIe siècle, alors même que son existence est jugée problématique à partir du XVIe siècle par des historiens.  Sa fermeture officielle en 1811 par Joachim Murat n'était peut-être que le constat d'un état de fait.
En 1968, l'Université de Salerne est refondée.

## Maitres et leurs œuvres

### Maîtres de Salerne
Les plus connus sont :

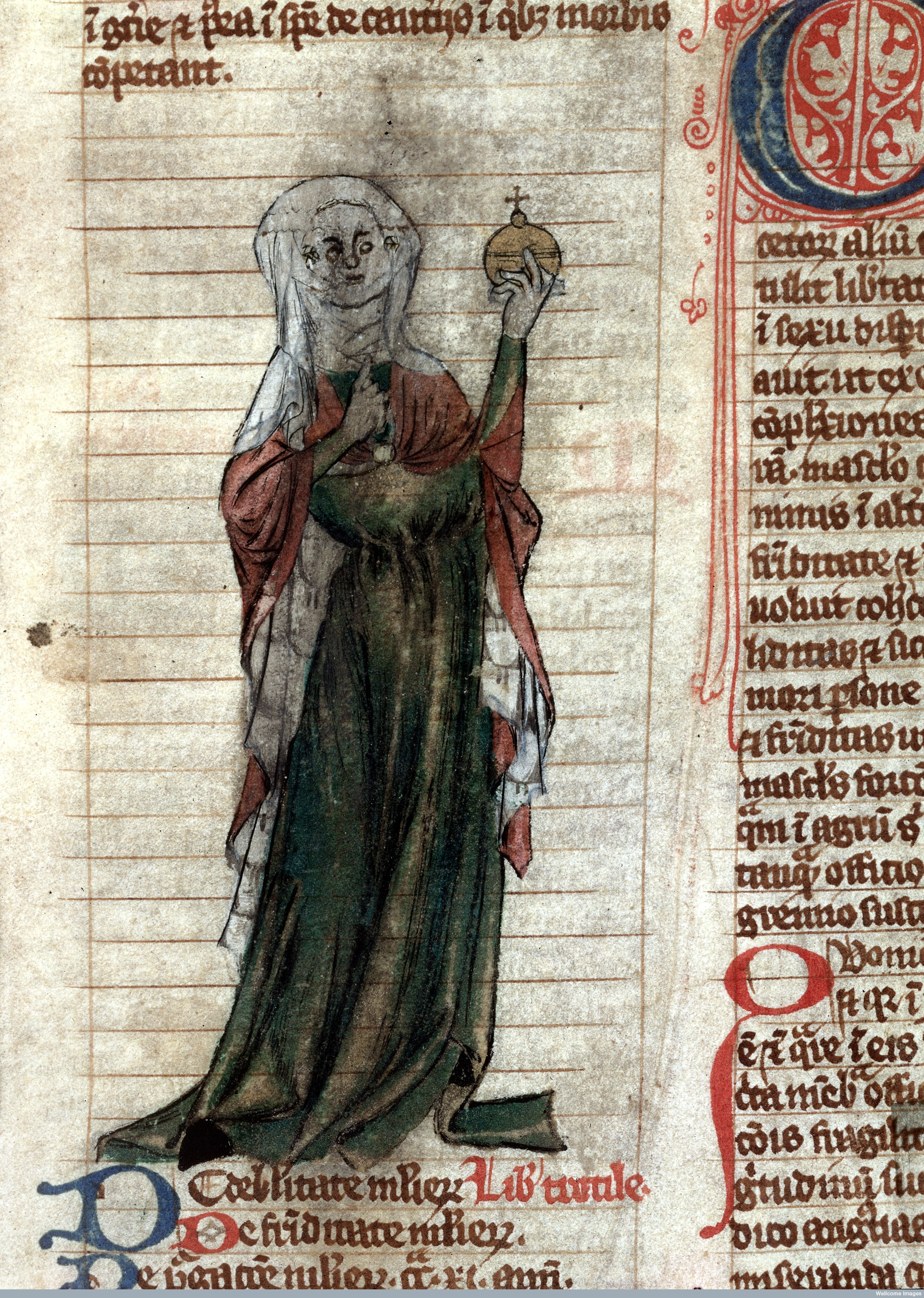
Un médecin femme, peut-être Trotula de Salerne, tenant un flacon d'urine. De : Miscellanea medica XVIII, Folio 65 recto (=33 recto), début du XIVe siècle.

- Gariopontus (nombreuses variantes orthographiques). C'est l'auteur, vers 1040, du Passionarium, traduction latine d'une compilation de fragments de textes grecs effectuée dans l'antiquité tardive. C'est le premier livre connu d'enseignement purement médical du haut Moyen Âge. Écrit en bas latin dit « médical », il se caractérise par la latinisation de termes techniques grecs, dans l'intention d'être mieux compris. Plusieurs termes du langage courant sont issus de Gariopontus, comme celui de « gargarisme ».
- Petrocello ou maître Petronius, auteur d'une Practica (début XIe siècle), précis de diagnostic et recettes, de la tête aux pieds.
- Alphan de Salerne (1010-1085).
- Johannes Afflacius, auteur d'un traité sur les fièvres et les urines, Curæ (vers 1090).
- Cophon l'Ancien et Cophon le Jeune (père et fils, entre 1060 et 1120), parfois considérés comme « les juifs de Salerne ». Auteurs d'un traité sur L'anatomie du porc  qui a fait référence tout au long du Moyen Âge, car la description est faite selon la technique de dissection, et d'un traité de médecine,  De arte medendi,  influencé par le galénisme arabe (étude des médicaments selon leurs actions)
- Trotula (?-1097). La première et la plus connue des « femmes de Salerne », d'autres furent : Abella, Rebecca de Guarna, Constance Calenda. Ces femmes fondent ou font partie de dynasties médicales salernitaines comme les Platearius, les Cophon, les Ferrarius, les Guarna.
- Maître Bartholomeus,  auteur d'une Practica (vers 1100) qui précise les principes d'administration des médicaments, dont celui d'éprouver le médicament sur les animaux avant de le faire sur l'homme.
- Ferrarius, auteur d'un ouvrage sur les fièvres, intitulé Cura (vers 1118).
- Archimatheus, auteur de De adventu medici ad ægrotum (vers 1120), morale médicale adaptée de textes d'Hippocrate ; Practica, observations diverses ; De instructione medici.
- Mathieu II Platearius (vers 1150).
- Petrus Musandinus (vers 1150), auteur de textes sur les aliments et boissons à donner aux malades. Il eut pour élève Gilles de Corbeil qui sera médecin de Philippe-Auguste.

- Nicolaus Præpositus ou Nicolas de Salerne (entre 1100 et 1150).
- Maître Salernus (début du XIIe siècle), auteur de Tabulæ Salernitanæ, une liste raisonnée de toutes les plantes et médicaments, et d'un Abrégé sur les principes de traitement.
- Bernard le provincial (vers 1150), auteur d'un Commentaire aux Tables de Maître Salernus, qui sélectionne les remèdes équivalents les moins chers, afin d'éviter « la fourberie des apothicaires et leur perfide effronterie »[12].
- Maurus, Mauro ou Maur de Salerne, auteur de Regulae urinarum, sur les urines et les fièvres, et de Glosules sex, recueil de 6 commentaires.
- Romuald Guarna ou Romuald de Salerne (?-1181).
- Maître Ursus ou Urso (entre 1150 et 1200), auteur de De urinis, un abrégé sur les urines.
- Roger de Parme (fin XIIe siècle).
- Roland de Parme (début XIIIe siècle).

### Constantin l'Africain

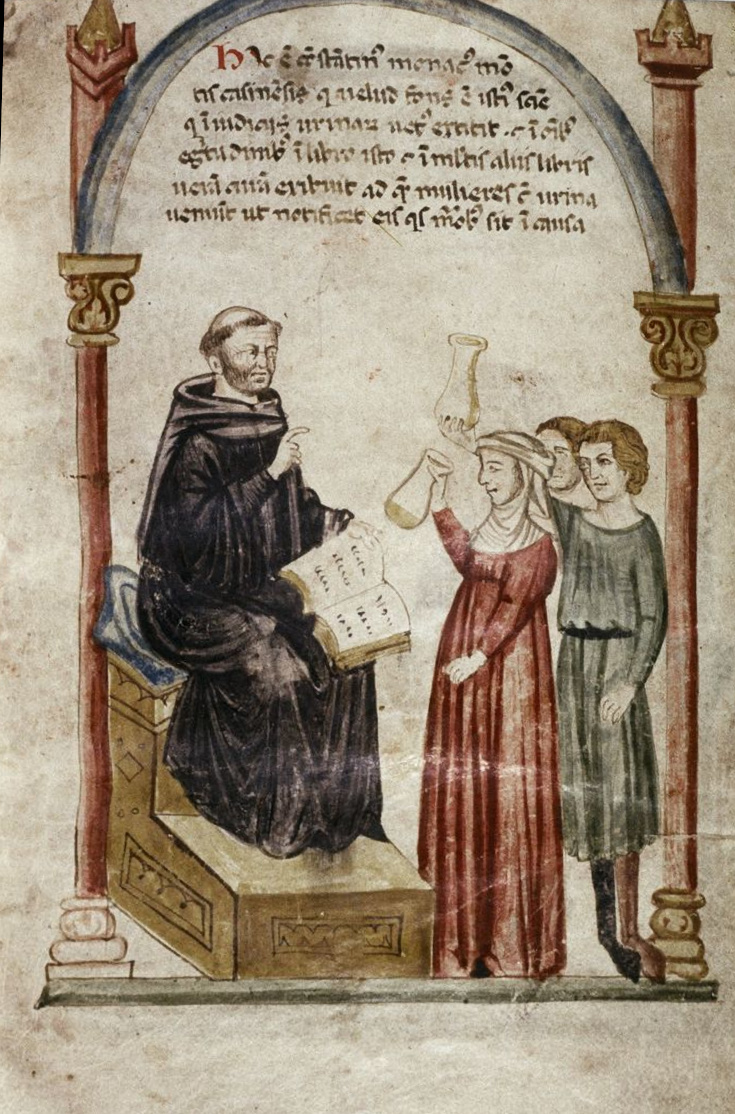
Enluminure représentant des personnes présentant pour un diagnostic un échantillon de leur urine au médecin Constantin l'Africain.

Les apports de Constantin l'Africain (XIe siècle) ont rendu l’école célèbre. Venant de Kairouan, Constantin serait arrivé à Salerne vers 1077 avec sa bibliothèque, reçu par Alphan de Salerne. Vers 1080, il se retire au monastère du Mont-Cassin, pour y traduire un grand nombre de textes médicaux.  Il meurt en 1087 ou avant 1098. Parmi ses traductions, les plus importantes sont :
- Pantegni (Tout l'Art) une traduction et adaptation du Al-malaki  (Le livre royal, fin Xe siècle) d’Ali ibn Abbas (Haly Abas en Occident latin) en dix volumes de théorie médicale et dix tomes de médecine pratique.  L'ouvrage restera référence principale avant d'être supplanté par le Canon d'Avicenne, traduit par Gérard de Crémone en 1187.
- Ysagoge, version abrégée de Questions sur la médecine d’Hunayn ibn Ishaq (Johannitius en Occident latin), le texte arabe étant lui-même une adaptation du grec. L'ouvrage sera utilisé comme texte d'initiation des débutants en médecine jusqu'à la fin du Moyen Âge.
- Viaticus (Le Viatique du voyageur) d’Ibn Al Jazzar, ouvrage fondamental de pathologie.

Plusieurs de ces textes, réunis à d'autres classiques, seront réunis dans l'Articella, sorte d'anthologie de textes médicaux servant de « manuel de base » de l'enseignement médical en Europe, jusqu'au XVIe siècle.

### Regimen Sanitatis Salernitanum

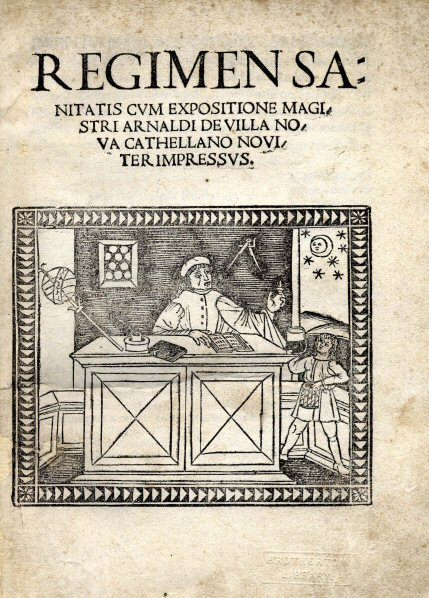
Page de titre de la première édition (Venise, 1480) du Regimen Sanitatis Salernitanum (titre imprimé ici : Regimen Sanitatis Salernitanum cum expositione magistri Arnaldi de Villanova Cathellano noviter impressus), avec commentaire d'Arnaldus de Villanova (le Catalan).

Connu aussi sous divers titres : Flos medicinae, Schola Salernitana, Regimen virile. C'est l'œuvre la plus célèbre de Salerne, du XIe siècle ou XIIe siècle, reproduite et augmentée jusqu'au XVIIIe siècle. Elle est attribuée à Jean de Milan ou le Milanais (Joannes ou Johannes de Mediolano) mais plus probablement à un collectif, car il s'agit d'un texte à visée pédagogique, destiné à être appris par cœur.  
C'est un poème en hexamètres latins, dont la première version connue a 362 vers, la plus courte 269, et la plus longue 3520, le poème s'enrichissant au cours des siècles. C'est une sorte de mémento bréviaire pour le médecin médiéval qui, après la Renaissance, servira de modèle à toute une littérature populaire de santé, car le texte ne parle pas tant de maladie que d'hygiène de vie et de régime diététique selon les saisons.
On en connaît une centaine de manuscrits et plus de 300 éditions imprimées dans toutes les langues d'Europe (la première à Pise en 1484). La version française retenue est généralement la traduction en vers français de Charles Meaux de Saint Marc, parue à Paris en 1880. Quelques citations significatives :

« Es-tu sans médecins ? Les meilleurs, je l'atteste / Ce sont, crois-moi : repos, gaîté, repas modeste. »

« De péter en pissant ne faites pas mystère / C'est un ancien usage, aux reins fort salutaire. »

« Contre ventre affamé les raisons sont frivoles / Tu perds à discourir ton temps et tes paroles. »

On reconnaît des expressions ou proverbes français comme « péter de santé » ou « ventre affamé n'a pas d'oreilles » ( inanis venter non audit verba libenter ). Aussi, du point de vue médical moderne, le poème est jugé « de valeur bien mince », mais aussi avec « de fines observations psycho-physiologiques ».

## Rôle et influence

### En médecine savante
L'école a gardé vivante la tradition culturelle de la Grèce antique et de la Rome antique, la fusionnant harmonieusement avec les cultures de l'Orient (monde byzantin et musulman). Les maîtres de Salerne peuvent replacer la médecine dans l'ensemble du savoir humain.  
Jusqu'au XIe siècle, en Europe, la médecine n'était pas comprise parmi les sept arts libéraux, elle était art mécanique, sans vocation spéculative.  Un art mécanique qui pouvait se placer à côté de l'agriculture ou de la cuisine (médecine des couvents, jardin médicinal, recettes de plantes).  

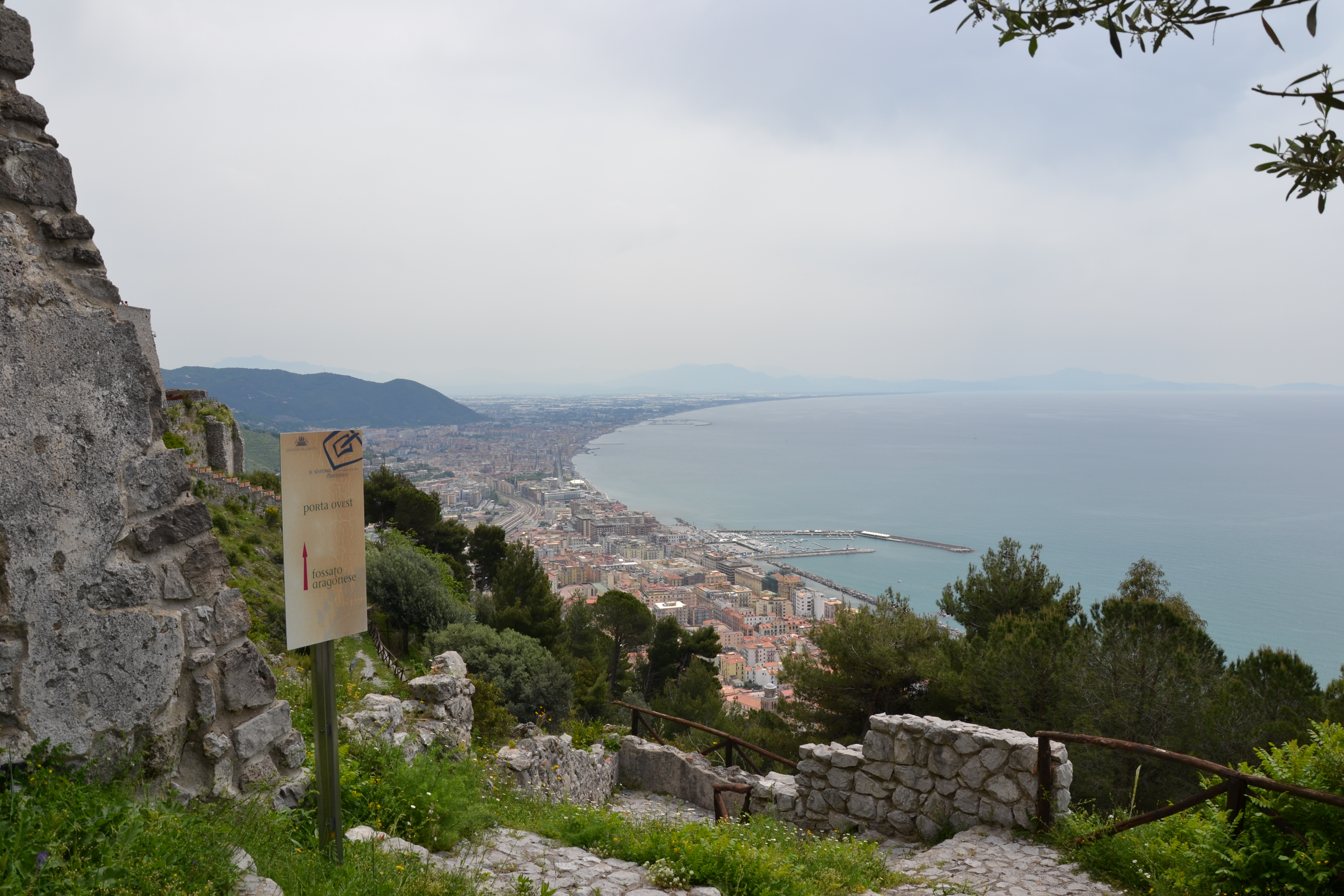
Salerne en 2013, vue du site médiéval du Château d'Arechi.

Ces maîtres appellent philosophie, l'ensemble des savoirs humains basé sur la raison. Cet ensemble comprend, entre autres, la physique (physis, étude de la nature) qui se subdivise en science des corps célestes (astronomie), des corps terrestres (sciences physiques et naturelles), et du corps humain (médecine). La médecine est une théorie et une pratique, elle devient science au sens médiéval du terme, c'est-à-dire une discipline fondée sur un raisonnement.  La théorie de la médecine est la science des causes, basée sur la vérité des principes ; la pratique de la médecine est la science des signes, basée sur l'observation. Il ne peut y avoir de pratique sans théorie préalable. Le médecin est alors praticien (practicos) et non pas simple opérateur (operatore).
Outre l'enseignement de la médecine, on suivait donc aussi des cours de philosophie et de droit. Les pratiques juridiques et médicales avaient en effet une problématique commune : celle de l'application de principes généraux à des cas concrets particuliers.   
De nouvelles méthodes d'enseignement sont proposées, qui annoncent celles qui seront en usage dans les Universités européennes médiévales :  la lectio (étude, interprétation et commentaire des textes), la quæstio (présentation d'un problème difficile), la disputatio (résolution des arguments contradictoires). En devenant  universitaire, la médecine apparaît comme une discipline de pointe au XIIe siècle, car elle est la première, en Europe, à réaliser une telle synthèse dans le temps (depuis la Grèce antique) et dans l'espace (jusqu'à l'Asie centrale musulmane).   

### En médecine populaire
Le Regimen sanitatis de l'école de Salerne est à l'origine d'une foule d'ouvrages sur la préservation de la santé, « on en retrouve quelque chose dans les conseils d'hygiène que prodigue la presse contemporaine non spécialisée  ». Selon François Lebrun, il est difficile de distinguer en santé populaire ce qui relève d'anciens discours médicaux savants et de savoirs et pratiques pré- ou parachrétiennes.
Cependant, dès l'invention de l'imprimerie, apparaissent des « calendriers de bergers » donnant des conseils pour une vie longue, saine et heureuse. À partir du XVIIe siècle, des livrets bon marché sont diffusés par colporteurs, avec des titres types comme l'Apothicaire ou le Médecin charitable ou encore Le médecin ou Le chirurgien des pauvres. Il s'agit  non seulement de préserver sa santé, mais aussi de se soigner soi-même ou ses proches pour moins cher, en restant autonome. Ainsi, ce qu'on appelle aujourd'hui « remèdes de bonne femme » ou « recettes de grand-mère » pourraient être de lointains échos de l'école de Salerne.